# 基索里奇
51°11′40″N 27°15′36″E / 51.19444°N 27.26000°E
基索里奇（烏克蘭語：Кисоричі），是烏克蘭西北部的村莊，隸屬里夫內州的薩爾內區。該村始建於1700年，面積62.8平方公里，海拔高度185米，2023年人口1,259，人口密度每平方公里22.1人。